# Cristhoper Zambrano
Cristhoper Douglas Zambrano Méndez (Santiago de Méndez, Ecuador, 5 de julio de 2004) es un futbolista ecuatoriano que juega de delantero en S. D. Aucas de la Serie A de Ecuador.

## Trayectoria
Cristhoper se inició en las inferiores de Clan Juvenil, en 2017 pasó por la sub-17 del Club Sport Norte América. Desde 2021 se desempeña en Sociedad Deportiva Aucas.

## Selección nacional

### Categorías inferiores
El 5 de enero de 2023 se anunció su convocatoria para disputar el Campeonato Sudamericano Sub-20 en Colombia. El 9 de mayo de 2023 fue convocado para la Copa Mundial de Fútbol Sub-20 de 2023.
El 27 de noviembre de 2023, fue seleccionado para integrar la lista de jugadores de la Selección Sub-23 que participará en el Preolímpico de 2024 en Venezuela.

#### Participaciones en Sudamericanos
| Campeonato                              | Sede      | Resultado    | Partidos | Goles |
| --------------------------------------- | --------- | ------------ | -------- | ----- |
| Sudamericano Sub-20 de 2023             | Colombia  | Cuarto lugar | 9        | 1     |
| Preolímpico Sudamericano Sub-23 de 2024 | Venezuela | Primera fase | 4        | 1     |

#### Participaciones en Copas del Mundo
| Campeonato                  | Sede      | Resultado        | Partidos | Goles |
| --------------------------- | --------- | ---------------- | -------- | ----- |
| Copa Mundial Sub-20 de 2023 | Argentina | Octavos de final | 3        | 2     |

## Estadísticas

### Clubes
Actualizado al último partido disputado el 16 de agosto de 2025.
| Club                  | Div.          | Temporada     | Liga  | Liga  | Liga   | Copas nacionales | Copas nacionales | Copas nacionales | Copas internacionales | Copas internacionales | Copas internacionales | Total | Total | Total  |
| Club                  | Div.          | Temporada     | Part. | Goles | Asist. | Part.            | Goles            | Asist.           | Part.                 | Goles                 | Asist.                | Part. | Goles | Asist. |
| --------------------- | ------------- | ------------- | ----- | ----- | ------ | ---------------- | ---------------- | ---------------- | --------------------- | --------------------- | --------------------- | ----- | ----- | ------ |
| S. D. Aucas · Ecuador | 1.ª           | 2021          | 1     | 0     | 0      | —                | —                | —                | —                     | —                     | —                     | 1     | 0     | 0      |
| S. D. Aucas · Ecuador | 1.ª           | 2022          | 0     | 0     | 0      | —                | —                | —                | —                     | —                     | —                     | 0     | 0     | 0      |
| S. D. Aucas · Ecuador | 1.ª           | 2023          | 7     | 0     | 1      | —                | —                | —                | —                     | —                     | —                     | 7     | 0     | 1      |
| S. D. Aucas · Ecuador | 1.ª           | 2024          | 12    | 1     | 0      | 2                | 1                | 0                | 1                     | 0                     | 0                     | 15    | 2     | 0      |
| S. D. Aucas · Ecuador | 1.ª           | 2025          | 19    | 2     | 4      | 0                | 0                | 0                | —                     | —                     | —                     | 19    | 2     | 4      |
| S. D. Aucas · Ecuador | Total club    | Total club    | 39    | 3     | 5      | 2                | 1                | 0                | 1                     | 0                     | 0                     | 42    | 4     | 5      |
| Total carrera         | Total carrera | Total carrera | 39    | 3     | 5      | 2                | 1                | 0                | 1                     | 0                     | 0                     | 42    | 4     | 5      |
| 1. 2.                 |               |               |       |       |        |                  |                  |                  |                       |                       |                       |       |       |        |